# FK Volga Nižnji Novgorod
FK Volga Nižnji Novgorod (rus. Футбольный клуб Волга Нижний Новгород) je ruski nogometni klub iz grada Nižnji Novgorod a osnovan je 1963. godine. Klub se natjecao u drugoj ruskoj nogometnoj diviziji a nakon osvajanja drugog mjesta u prvoj diviziji 2010., Volga Nižnji Novgorod se kvalificirala u Premijer ligu, najviši rang ruskog klupskog natjecanja. Plasman u Premier ligu je ostvaren nakon neriješenog rezultata od 2:2 protiv gradskog suparnika FK Nižnji Novgoroda.

## Povijest
Klub FK Volga Nižnji Novgorod je osnovan 1963. nakon spajanja klubova Torpedo i Raketa. Volga se natjecala i u Sovjetskom prvenstvu gdje je najveći uspjeh ostvaren 1964. godine – 14. mjesto.
Volga Nižnji Novgorod se raspala 1984. a 1998. je osnovan novi klub pod nazivom Elektronika Nižnji Novgorod. 2004. godine ime kluba je preimenovano u Volga.
Gradski rival Nižnji Novgorod ugašen je 2012. godine jer je došlo do klupskog spajanja s Volgom.

## Ostvareni prvenstveni rezultati
| Rusija    | Rusija                   | Rusija      | Rusija            |
| Sezona    | Liga                     | Osv. mjesto | Naj. strijelac    |
| --------- | ------------------------ | ----------- | ----------------- |
| 1999.     | 4. liga (amaterska liga) | 7.          | ???               |
| 2000.     | 4. liga (amaterska liga) | 3.          | ???               |
| 2001.     | 3. liga                  | 9.          | Kuznjecov (12)    |
| 2002.     | 3. liga                  | 6.          | Podoljančik (9)   |
| 2003.     | 3. liga                  | 14.         | Podoljančik (14)  |
| 2004.     | 3. liga                  | 12.         | Georgiev (9)      |
| 2005.     | 3. liga                  | 6.          | Udodov (7)        |
| 2006.     | 3. liga                  | 7.          | Loginov (5)       |
| 2007.     | 3. liga                  | 4.          | Kainov (11)       |
| 2008.     | 3. liga                  | 1.          | Prokofjev (17)    |
| 2009.     | 2. liga                  | 4.          | Kazov (10)        |
| 2010.     | 2. liga                  | 2.          | Martsvaladze (21) |
| 2011./12. | Premijer liga            | 2.          | Bibilov (7)       |
| 2012./13. | Premijer liga            | 2.          | Sapogov (8)       |

## Vanjske poveznice
- Službena stranica kluba